# Barthe (territorio)

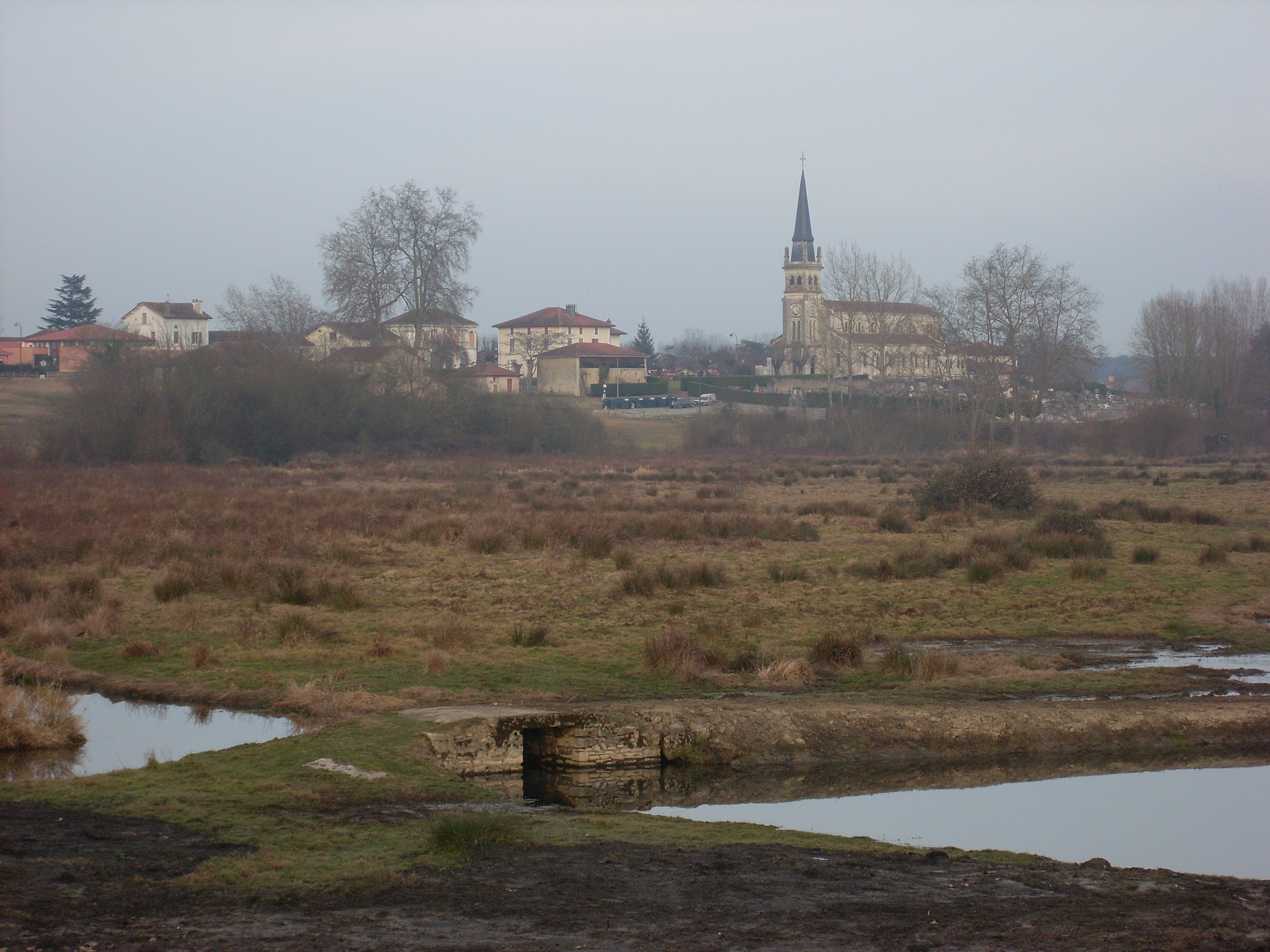
Barthes de l'Adour - Comune di Saint-Vincent-de-Paul (Landes) - France

Barthe (dal guascone barta) è un termine che in 
Guascogna e nei Paesi baschi indica pianure alluvionali inondabili che affiancano i corsi d'acqua.

## Etimologia
Questa parola, che proviene dalla radice basca (i)bar (cioè "valle"), è all'origine di numerosi toponimi come Labarthe, Labarde, Barthet o ancora Bartet. Molto frequente nella Guascogna occidentale, si applica a pianure umide, propizie alle coltivazioni, che affiancano corsi d'acqua, tra cui in particolare l'Adour.
Il termine non dev'essere confuso con il guascone orientale e della Linguadoca, che è specifico nel significato di «cespugli, piccoli boschi di macchie»; in occitano las bartas.